# استان شمال (لبنان)
استان شمالی لبنان (به عربی: محافظة الشمال لبنان) یکی از استان‌های لبنان است که مرکز آن شهر طرابلس است.

## شهرستان‌ها
نام شهرستان‌ها و مراکز آن‌ها:
- شهرستان البترون (البترون)
- شهرستان بشری (بشری)
- شهرستان کوره (أمیون)
- شهرستان منیه ضنیه (المنیه)
- شهرستان طرابلس (طرابلس )
- شهرستان زغرتا (زغرتا / اهدن)